# Нижняя Шоткуса
Ни́жняя Шо́ткуса — деревня в Доможировском сельском поселении Лодейнопольского района Ленинградской области.

## История
На карте Новгородского наместничества 1792 года А. М. Вильбрехта упоминается деревня Шоткуса.
На плане западной части Лодейнопольского уезда 1818 года она же — как Нижние Шоткусы.
- Деревня Нижняя Шоткуса на плане 1818 года

Деревня Нижние Шоткусы из 38 крестьянских дворов обозначена на карте Ф. Ф. Шуберта 1844 года.

ШОТУКСА ЖИЛАЯ (ШОТУКСА НИЖНЯЯ) — деревня при озере Шотуксе, число дворов — 35, число жителей: 89 м. п., 97 ж. п.; Часовня православная. Волостное правление. Кузница. (1879 год)

Сборник Центрального статистического комитета описывал её так:

ШОТКУСА (КАРСАКОВСКАЯ) — деревня бывшая владельческая при речке Шоткусе, дворов — 15, жителей — 78; 2 лавки, 2 постоялых двора. (1885 год)

Деревня относилась к Горской волости Лодейнопольского уезда Олонецкой губернии.

НИЖНЯЯ-ШОТКУСА — деревня при реке Шоткусе, население крестьянское: домов — 54, семей — 51, мужчин — 115, женщин — 133, всего — 248; некрестьянское:  нет; лошадей — 38, коров — 67, прочего — 15, школа. (1905 год) 

В конце XIX — начале XX века деревня административно относилась к Заостровской волости 1-го стана Лодейнопольского уезда Олонецкой губернии.
Деревня принадлежала помещице Е. М. Шепелевой, а также вдове полковника Анне Семёновне и её малолетнему сыну Семёну Николаевичу Корсаковым.
С 1917 по 1919 год деревня входила в состав Шоткусского сельсовета Заостровской волости Лодейнопольского уезда Олонецкой губернии.
С 1919 года в составе Нижне-Шоткусского сельсовета.
С 1920 года вновь в составе Шоткусского сельсовета.
С 1922 года в составе Ленинградской губернии
С февраля 1927 года в составе Луначарской волости. С августа 1927 года в составе Лодейнопольского района. В 1927 году население деревни составляло 257 человек.
С 1928 года в составе Сермакского сельсовета Пашского района.
Согласно карте Ленинградской области Северо-западного аэрогеодезического треста ГГУ издания 1932 года деревня насчитывала 30 крестьянских дворов.
По данным 1933 года деревня Нижняя Шоткуса входила в состав Сермакского сельсовета Пашского района.
- Деревня Нижняя Шоткуса на карте РККА 1940 года

С 1954 года в составе Доможировского сельсовета.
С 1955 года в составе Новоладожского района.
В 1958 году население деревни составляло 9 человек.
С 1963 года в составе Волховского района.
По данным 1966 и 1973 годов деревня называлась Шоткуса и также находилась в составе Доможировского сельсовета Волховского района.
В октябре 1974 года Доможировский сельсовет был передан в состав Лодейнопольского района.
По данным 1990 и 1997 годов деревня в составе Доможировского сельсовета Лодейнопольского района не значилась.
В конце 1990-х годов деревня была перестроена по проекту датского архитектора.
В 2002 году в деревне Нижняя Шоткуса Доможировской волости проживали 55 человек (русские — 85 %).
С 1 января 2006 года в составе Вахновакарского сельского поселения.
В 2007 году в деревне Нижняя Шоткуса Вахновокарского СП проживали 62 человека, в 2010 году — 42.
С 2012 года в составе Доможировского сельского поселения.
В 2014 году в деревне Нижняя Шоткуса Доможировского СП проживали 58 человек.

## География
Деревня расположена в западной части района на федеральной автодороге Р21 (E 105) «Кола» (Санкт-Петербург — Петрозаводск — Мурманск).
Расстояние до административного центра поселения — 8,5 км.
Расстояние до ближайшей железнодорожной станции Оять-Волховстроевский — 13 км.
Деревня находится на левом берегу реки Шоткуса в месте впадения в неё реки Салмакса.

## Демография
| 1879 | 1885 | 1905 | 2007 | 2010 | 2014 | 2017 |
| ---- | ---- | ---- | ---- | ---- | ---- | ---- |
| 187  | ↘78  | ↗248 | ↘62  | ↘42  | ↗52  | ↘49  |

### Национальный состав
Согласно данным Всероссийской переписи населения 2021 года в деревне проживали 40 человек, из них:
 русские — 38, украинцы — 1, чуваши — 1 человек.

## Инфраструктура
По данным администрации Доможировского сельского поселения:
- на 1 января 2014 года в деревне было зарегистрировано 20 частных домохозяйств[19].
- на 1 января 2021 года в деревне было зарегистрировано 18 домохозяйств и 48 жителей[25].

Особенность деревни в том, что «датские» дома, которых здесь 25, выкрашены в чёрный цвет. Постройки двухэтажные с высокой крышей. Дома расположены в виде двух треугольников.